# Adelocaryum schlagintweitii
Adelocaryum schlagintweitii är en strävbladig växtart som beskrevs av August Brand. Adelocaryum schlagintweitii ingår i släktet Adelocaryum och familjen strävbladiga växter. Inga underarter finns listade i Catalogue of Life.